# Cupa României la handbal feminin 1979-1980
Cupa României la handbal feminin 1979-1980 a fost a 3-a ediție a competiției de handbal feminin românesc organizată de Federația Română de Handbal (FRH) cu începere din 1978. CS Știința Bacău a câștigat trofeul după ce a învins în finală pe Constructorul Baia Mare, cu scorul de 16-14. A fost primul trofeu de acest gen obținut de clubul băcăuan în istoria sa.

## Date și format
Competiția s-a desfășurat sub forma unui turneu în timpul campionatului intern, cu meciuri disputate pe teren neutru. Etapa I preliminară a avut loc între 21-23 decembrie 1979, Etapa a II-a principală între 18-20 ianuarie 1980, Etapa a III-a semifinală între 16-17 februarie 1980, iar Etapa a IV-a finală pe 24 februarie 1980.

## Etapa I preliminară
Echipele au fost împărțite în șase serii, numărul echipelor din fiecare serie variind de la două la patru. Acestea au jucat câte un meci împotriva fiecărei adversare din serie. Câștigătoarele celor șase serii au avansat în Etapa a II-a principală.
Partidele s-au desfășurat între 21 și 23 decembrie 1979.

### Seria I
Meciurile Seriei I s-au jucat în Sala Floreasca din București.
| Poz. | Echipa                  | J | V | E | Î | GM | GP | DG   | P |
| ---- | ----------------------- | - | - | - | - | -- | -- | ---- | - |
| 1    | Spartac București       | 3 | 3 | 0 | 0 | 46 | 42 | + 4  | 6 |
| 2    | Universitatea București | 3 | 1 | 1 | 1 | 49 | 40 | + 9  | 3 |
| 3    | Voința Sighișoara       | 3 | 1 | 0 | 2 | 44 | 47 | - 3  | 2 |
| 4    | Voința Galați           | 3 | 0 | 1 | 2 | 47 | 57 | - 10 | 1 |

### Seria a II-a
Meciurile Seriei a II-a s-au jucat în Sala Sporturilor din Deva.
| Poz. | Echipa                  | J | V | E | Î | GM | GP | DG   | P |
| ---- | ----------------------- | - | - | - | - | -- | -- | ---- | - |
| 1    | Constructorul Hunedoara | 2 | 2 | 0 | 0 | 17 | 10 | + 7  | 4 |
| 2    | Confecția Vaslui        | 2 | 1 | 0 | 1 | 16 | 11 | + 5  | 2 |
| 3    | Sparta Mediaș           | 2 | 0 | 0 | 2 | 0  | 12 | - 12 | 0 |

### Seria a III-a
Meciurile Seriei a III-a s-au jucat în Sala Armatei din Sibiu.
| Poz. | Echipa         | J | V | E | Î | GM | GP | DG  | P |
| ---- | -------------- | - | - | - | - | -- | -- | --- | - |
| 1    | Textila Zalău  | 2 | 2 | 0 | 0 | 27 | 25 | + 2 | 4 |
| 2    | Voința Odorhei | 2 | 1 | 0 | 1 | 24 | 24 | 0   | 2 |
| 3    | CSM Sibiu      | 2 | 0 | 0 | 2 | 30 | 32 | - 2 | 0 |

### Seria a IV-a
Meciurile Seriei a IV-a s-au jucat în Sala Sporturilor din Craiova.
| Poz. | Echipa            | J | V | E | Î | GM | GP | DG   | P |
| ---- | ----------------- | - | - | - | - | -- | -- | ---- | - |
| 1    | CFR Craiova       | 2 | 2 | 0 | 0 | 32 | 28 | + 4  | 4 |
| 2    | Rapid București   | 2 | 1 | 0 | 1 | 42 | 32 | + 10 | 2 |
| 3    | Relonul Săvinești | 2 | 0 | 0 | 2 | 27 | 41 | - 14 | 0 |

### Seria a V-a
Meciurile Seriei a V-a s-au jucat în Sala Victoria din Ploiești.
| Poz. | Echipa                    | J | V | E | Î | GM | GP | DG   | P |
| ---- | ------------------------- | - | - | - | - | -- | -- | ---- | - |
| 1    | Constructorul Timișoara   | 3 | 3 | 0 | 0 | 59 | 44 | + 15 | 6 |
| 2    | Vulturul Ploiești         | 3 | 2 | 0 | 1 | 61 | 40 | + 21 | 4 |
| 3    | Nitramonia Făgăraș        | 3 | 1 | 0 | 2 | 44 | 60 | - 16 | 2 |
| 4    | Confecția Dr. Tr. Severin | 3 | 0 | 0 | 3 | 38 | 58 | - 20 | 0 |

### Seria a VI-a
Meciurile Seriei a VI-a s-au jucat în Sala Sporturilor din Călărași. În această serie era programată să evolueze și echipa Confecția Călărași, dar aceasta nu a mai participat.
| Poz. | Echipa                | J | V | E | Î | GM | GP | DG  | P |
| ---- | --------------------- | - | - | - | - | -- | -- | --- | - |
| 1    | Textila Buhuși        | 1 | 1 | 0 | 0 | 18 | 11 | + 7 | 2 |
| 2    | Oltul Sfântu Gheorghe | 1 | 0 | 0 | 1 | 11 | 18 | - 7 | 0 |

## Etapa a II-a principală
Echipele au fost împărțite în patru serii, câte patru echipe în fiecare serie. Acestea au jucat câte un meci împotriva fiecărei adversare din serie, în total câte trei meciuri. Echipele clasate pe primele două locuri în cele patru serii au avansat în Etapa a III-a semifinală.
Partidele s-au desfășurat între 18 și 20 ianuarie 1980.

### Seria A
Meciurile Seriei A s-au jucat în Sala Sporturilor din Iași.
| Poz. | Echipa              | J | V | E | Î | GM | GP | DG   | P |
| ---- | ------------------- | - | - | - | - | -- | -- | ---- | - |
| 1    | Confecția București | 3 | 2 | 0 | 1 | 56 | 40 | + 16 | 4 |
| 2    | CS Știința Bacău    | 3 | 2 | 0 | 1 | 68 | 45 | + 23 | 4 |
| 3    | Universitatea Cluj  | 3 | 2 | 0 | 1 | 46 | 54 | - 8  | 4 |
| 4    | Spartac București   | 3 | 0 | 0 | 3 | 42 | 73 | - 31 | 0 |

### Seria B
Meciurile Seriei B s-au jucat în Sala Sporturilor din Brașov.
| Poz. | Echipa                 | J | V | E | Î | GM | GP | DG   | P |
| ---- | ---------------------- | - | - | - | - | -- | -- | ---- | - |
| 1    | Progresul București    | 3 | 3 | 0 | 0 | 42 | 36 | + 6  | 6 |
| 2    | Hidrotehnica Constanța | 3 | 1 | 0 | 2 | 43 | 35 | + 8  | 2 |
| 3    | Textila Zalău          | 3 | 1 | 0 | 2 | 42 | 43 | - 1  | 2 |
| 4    | Textila Buhuși         | 3 | 1 | 0 | 2 | 40 | 53 | - 13 | 2 |

### Seria C
Meciurile Seriei C s-au jucat în Sala Sporturilor din Craiova.
| Poz. | Echipa                  | J | V | E | Î | GM | GP | DG   | P |
| ---- | ----------------------- | - | - | - | - | -- | -- | ---- | - |
| 1    | Constructorul Baia Mare | 3 | 3 | 0 | 0 | 45 | 33 | + 12 | 6 |
| 2    | TEROM Iași              | 3 | 2 | 0 | 1 | 40 | 44 | - 4  | 4 |
| 3    | Universitatea Timișoara | 3 | 1 | 0 | 2 | 37 | 30 | + 7  | 2 |
| 4    | Constructorul Hunedoara | 3 | 0 | 0 | 3 | 43 | 58 | - 15 | 0 |

### Seria D
Meciurile Seriei D s-au jucat în Sala Sporturilor din Arad.
| Poz. | Echipa                  | J | V | E | Î | GM | GP | DG   | P |
| ---- | ----------------------- | - | - | - | - | -- | -- | ---- | - |
| 1    | Rulmentul Brașov        | 3 | 3 | 0 | 0 | 56 | 43 | + 13 | 6 |
| 2    | Constructorul Timișoara | 3 | 2 | 0 | 1 | 50 | 41 | + 9  | 4 |
| 3    | CS Mureșul Târgu Mureș  | 3 | 1 | 0 | 2 | 48 | 50 | - 2  | 2 |
| 4    | CFR Craiova             | 3 | 0 | 0 | 3 | 42 | 62 | - 20 | 0 |

## Etapa a III-a semifinală
Echipele au fost împărțite în două serii, câte patru echipe în fiecare serie. Acestea au jucat câte un meci împotriva fiecărei adversare din serie, în total câte trei meciuri. Echipele clasate pe primele două locuri în cele două serii au avansat în Etapa a IV-a finală.
Partidele s-au desfășurat pe 18 și 17 februarie 1980.

### Seria I
Meciurile Seriei I s-au jucat în Sala Sporturilor din Târgu Mureș.
| Poz. | Echipa                 | J | V | E | Î | GM | GP | DG   | P |
| ---- | ---------------------- | - | - | - | - | -- | -- | ---- | - |
| 1    | CS Știința Bacău       | 3 | 3 | 0 | 0 | 51 | 41 | + 10 | 6 |
| 2    | Progresul București    | 3 | 2 | 0 | 1 | 38 | 38 | 0    | 4 |
| 3    | Confecția București    | 3 | 1 | 0 | 2 | 40 | 44 | - 4  | 2 |
| 4    | Hidrotehnica Constanța | 3 | 0 | 0 | 3 | 32 | 38 | - 6  | 0 |

### Seria a II-a
Meciurile Seriei a II-a s-au jucat în Sala Sporturilor din Cluj Napoca.
| Poz. | Echipa                  | J | V | E | Î | GM | GP | DG   | P |
| ---- | ----------------------- | - | - | - | - | -- | -- | ---- | - |
| 1    | Constructorul Baia Mare | 3 | 3 | 0 | 0 | 55 | 34 | + 21 | 6 |
| 2    | TEROM Iași              | 3 | 2 | 0 | 1 | 52 | 46 | + 6  | 4 |
| 3    | Rulmentul Brașov        | 3 | 1 | 0 | 2 | 46 | 48 | - 2  | 2 |
| 4    | Constructorul Timișoara | 3 | 0 | 0 | 3 | 43 | 68 | - 25 | 0 |

## Etapa a IV-a finală

### Meciurile pentru locurile 5-8
Partidele pentru locurile 5-8 s-au desfășurat pe 24 februarie 1980, în Sala Sporturilor din Pitești.

#### Meciul pentru locurile 7-8
| 24 februarie 1980 16:15 | Hidrotehnica Constanța | 16 - 12 | Constructorul Timișoara | Sala Sporturilor, Pitești |
| 24 februarie 1980 16:15 | (9-6)                  |         |                         | Sala Sporturilor, Pitești |
| 24 februarie 1980 16:15 |                        |         |                         | Sala Sporturilor, Pitești |

#### Meciul pentru locurile 5-6
| 24 februarie 1980 17:45 | Confecția București | 18 - 19 | Rulmentul Brașov | Sala Sporturilor, Pitești |
| 24 februarie 1980 17:45 | (6-12)              |         |                  | Sala Sporturilor, Pitești |
| 24 februarie 1980 17:45 |                     |         |                  | Sala Sporturilor, Pitești |

### Meciurile pentru podium
Partidele pentru locurile 1-4 s-au desfășurat pe 24 februarie 1980, în Sala Sporturilor din Craiova.

#### Meciul pentru locurile 3-4
| 24 februarie 1980 16:15 | Progresul București  | 15 - 16 (Prel.) | TEROM Iași | Sala Sporturilor, Craiova |
| 24 februarie 1980 16:15 | (6-7)                |                 |            | Sala Sporturilor, Craiova |
| 24 februarie 1980 16:15 |                      |                 |            | Sala Sporturilor, Craiova |
| 24 februarie 1980 16:15 | FT: 13-13 Prel.: 2-3 |                 |            | Sala Sporturilor, Craiova |

#### Finala
| 24 februarie 1980 17:45 | CS Știința Bacău | 16 - 14 | Constructorul Baia Mare | Sala Sporturilor, Craiova |
| 24 februarie 1980 17:45 | (8-7)            |         |                         | Sala Sporturilor, Craiova |
| 24 februarie 1980 17:45 |                  |         |                         | Sala Sporturilor, Craiova |

## Podiumul final
Finala mare a fost o partidă strânsă, lucru demonstrat și de scorul la pauză, 8-7 pentru Știința Bacău. Echipa băcăuană s-a impus în final cu două goluri diferență, 16-14.
Finala mică a fost și ea echilibrată, terminându-se la egalitate, 13-13, după expirarea timpului regulamentar de joc. S-a recurs la prelungiri, iar TEROM Iași a reușit să-și surclaseze adversara, pe Progresul București, cu scorul final de 16-15. Ieșencele au câștigat astfel medaliile de bronz și și-au asigurat prezența în cupele europene.
|   | CS Știința Bacău        |
|   | Constructorul Baia Mare |
|   | TEROM Iași              |
| 4 | Progresul București     |

| CS Știința Bacău Primul titlu Echipa: Alice Pfefferkorn, Doina Kopacz, Rodica Mocanu, Maria Török, Maria Florea, Adriana Hrișcu, Laura Lupșor, Rița Florea, Éva Gál, Ecaterina Marian, Elena Văcaru, Lidia Păun, Anamaria Răducu. Antrenori: Eugen Bartha, Alexandru Mengoni. |